# Staatsstraße 14 (Finnland)

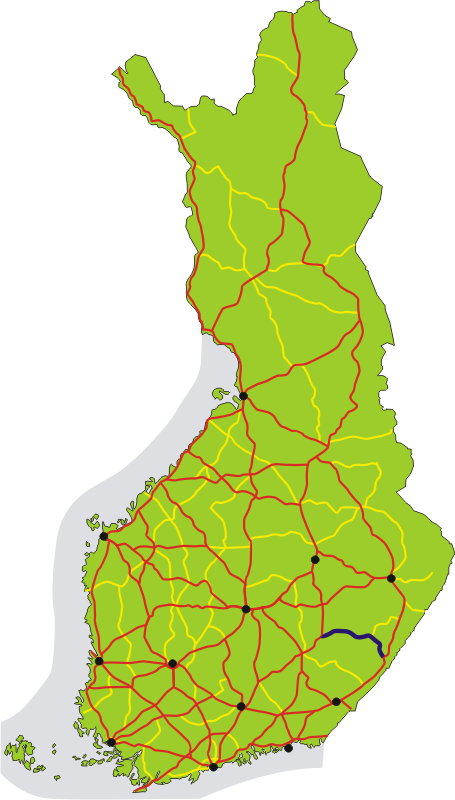
Verlauf der Staatsstraße 14

Die finnische Staatsstraße 14 (finn. Valtatie 14, schwed. Riksväg 14) führt von Juva nach Parikkala. Die Straße ist 118 Kilometer lang.

## Streckenverlauf

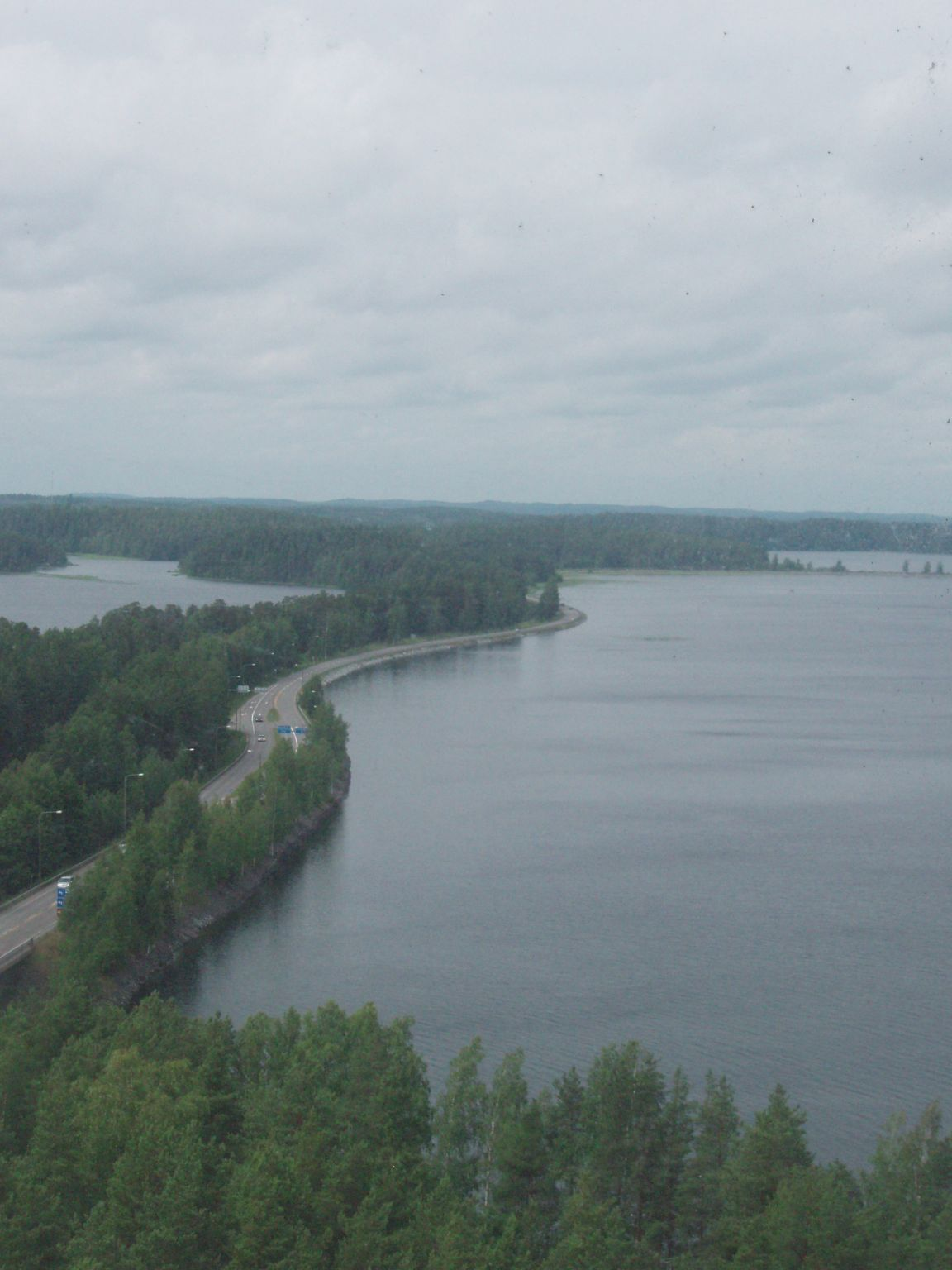
Die Straße vom Wasserturm in Punkaharju gesehen (2008)

Die Staatsstraße 14 zweigt westlich von Juva von der Staatsstraße 5 ab und führt in generell östlicher Richtung durch die seenreiche Landschaft nach Savonlinna, wendet sich später nach Südosten und erreicht Punkaharju. Von dort verläuft sie weiter nach Süden, bis sie in Särkisalmi nördlich von Parikkala an der Staatsstraße 6 endet.